# Đại Đông Sơn
Đại Đông Sơn (tiếng Trung: 大 東山; tiếng Anh: Sunset Peak) là ngọn núi tại Hồng Kông. Với độ cao 869 mét (2.851 ft) trên mực nước biển, Đại Đông Sơn là ngọn núi cao thứ ba của đặc khu. Đỉnh núi tọa lạc trên đảo Đại Tự Sơn, trong Vườn thôn dã Nam Đại Dữ và Vườn thôn dã Bắc Đại Dữ. Phượng Hoàng Sơn, ngọn núi cao thứ hai, nằm ở phía tây Đại Đồng Sơn.

## Tên gọi

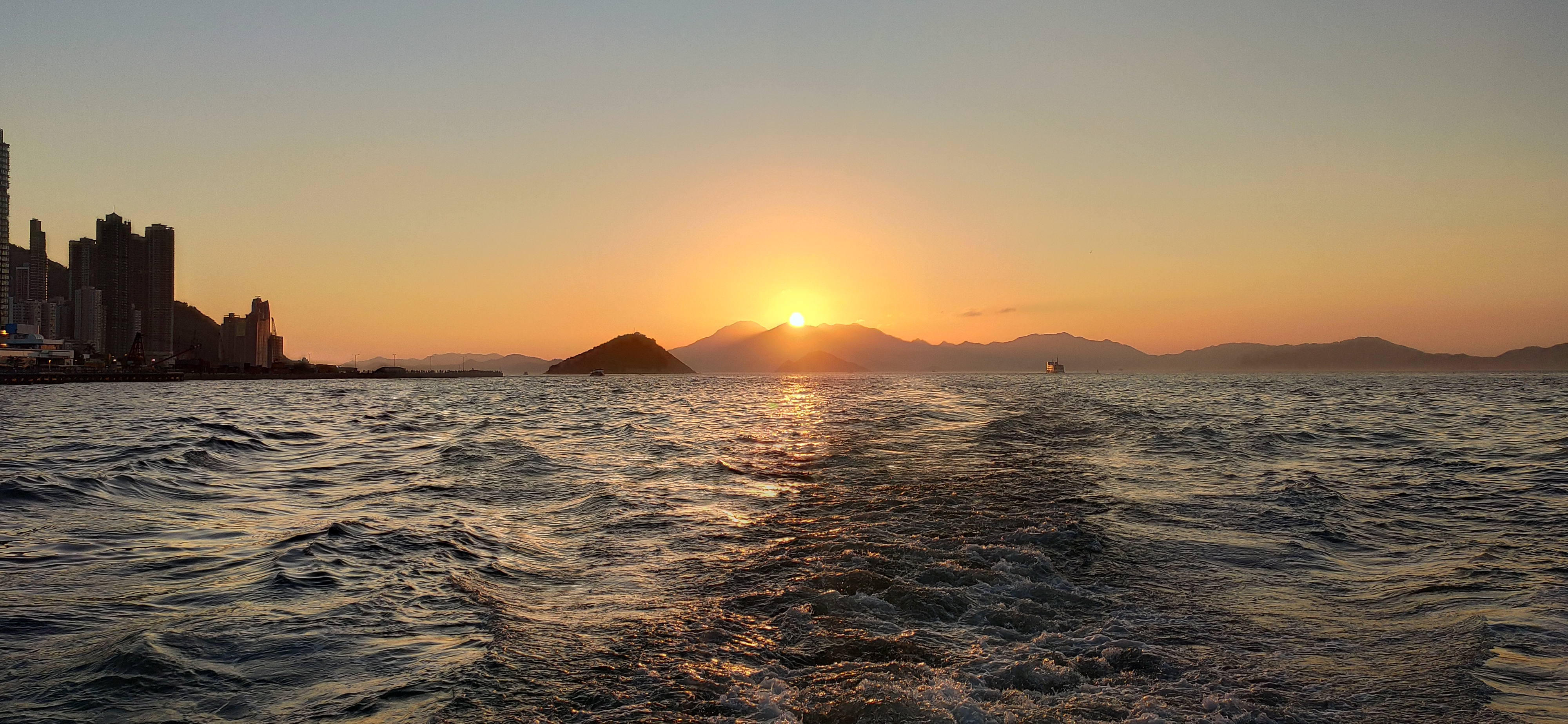
Mặt trời lặn trên đỉnh Đại Đông Sơn, nhìn từ cầu cảng Victoria.

Tên tiếng Quảng Đông của ngọn núi là Đại Đông Sơn (tiếng Trung: 大東山; Việt bính: Dai6 Tung1 Saan1) có nghĩa đen là "ngọn núi lớn ở phía Đông".

## Giao thông

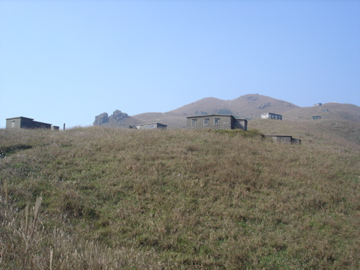
Nhà gỗ tại Đại Đông Sơn

Du khách có thể đi bộ đến Đại Đông Sơn thông qua chặng 2 của đường mòn Phượng Hoàng dài 70 km. Chặng thứ hai dài 6,5 km, đi từ khu cắm trại Nam Sơn – ở phía tây Mai Oa bên đường Tự Nam (South Lantau Road, độ cao khoảng 120 m) – đến Bách Công Áo, một khu cắm trại khác trên đường Đông Dũng (độ cao khoảng 340 m). Cả hai khu cắm trại đều được phục vụ bởi một số tuyến xe buýt đi đến Mai Oa, Đông Dũng và các điểm đến khác trên đảo Đại Tự Sơn.